# Vlado Perlemuter
Répertoire
- Intégrale Ravel
- Intégrale Chopin
- Intégrale des Sonates de Mozart

Vladislas Perlemuter dit Vlado Perlemuter, né le 26 mai 1904 (8 juin 1904 dans le calendrier grégorien) à Kovno (située à l'époque dans l'Empire russe, devenue Kaunas en Lituanie) et mort le 4 septembre 2002 à Neuilly-sur-Seine, est un pianiste français d'origine polonaise.

## Biographie
Le père de Vlado Perlemuter, chantre et rabbin, décide d'émigrer à Paris en 1907. Vlado prend ses premiers cours de piano avec Moritz Moskowski, avant d'entrer au Conservatoire de Paris, où il est notamment élève d’Alfred Cortot (« Il est de la lignée des Dinu Lipatti, des Clara Haskil... Les chefs-d'œuvre de notre art ne pourraient être mis en de meilleures mains, ni en plus noble esprit compréhensif... » a dit de lui Alfred Cortot).
Parallèlement, il joue dans les cinémas pour accompagner des films muets. Il remporte de nombreuses récompenses dans sa jeunesse : premier prix de piano du Conservatoire de Paris (1919), prix d'honneur et prix Louis Diémer (1920). C'est en 1922, à Paris, qu'il donne son premier concert.
De 1924 à 1927, il étudie les œuvres pour piano de Maurice Ravel et va présenter son travail au compositeur, qu'il rencontre chez lui, à Montfort-l’Amaury, pour des séances de travail. En 1929, il en joue l'intégrale en deux récitals.
Il s'installe ensuite quelques années à Londres[réf. nécessaire]. Alors qu'il est tenu pour l'un des pianistes les plus renommés de l'époque, sa carrière connaît une interruption en raison de la guerre et de ses conséquences. Pendant cette période, il se réfugie en Suisse. Il y était entré clandestinement le 28 décembre 1942, avec son épouse Jacqueline (1903-1982), née Deleveau. Après quelques jours d'internement, le couple peut s'installer à Lausanne, chez les parents de Jacqueline. Vlado donnera plusieurs concerts de bienfaisance, ce qui lui vaudra une certaine indulgence des autorités suisses. Au sortir de la guerre, Jacqueline Perlemuter sera secrétaire adjointe du Comité d'aide en Suisse de l'ADIR, organisant l'accueil en Suisse romande d'environ 500 anciennes déportées françaises Ce n'est qu'en 1950 qu'il donne à nouveau des concerts à Paris ; l'année suivante, il est nommé professeur au Conservatoire de Paris. En 1953, paraît sous la forme d'un livre, Ravel d'après Ravel, une série d'entretiens radiodiffusés avec la violoniste Hélène Jourdan-Morhange ; il y évoque l'œuvre pianistique de son maître et l'enseignement qu'il a reçu de lui. Son propre enseignement au Conservatoire se poursuit jusqu'en 1977. Ayant alors plus de temps, il revient au studio d'enregistrement et apparaît de plus en plus en public, donnant jusqu’à plus de 70 concerts par an. En Grande-Bretagne, il a enregistré de nombreuses émissions pour la BBC, dont une intégrale de la musique de Chopin et une autre des partitions pour piano de Ravel. Il donne un concert d'adieu le 7 mai 1993 à Genève, deux jours après avoir été nommé grand officier de la Légion d'honneur. Il meurt en 2002, à l'âge de 98 ans à Neuilly-sur-Seine. Il est inhumé au cimetière de Saint-Cloud.

## Répertoire
Vlado Perlemuter est considéré comme l'un des interprètes les plus marquants des œuvres de Ravel, mais c'est également un interprète renommé de Chopin (il a d'ailleurs fait partie du jury du concours international de piano Frédéric-Chopin), Schumann, Liszt, Beethoven, Mozart, Fauré et Debussy. Il a été le premier à jouer le Concerto pour piano n° 3 de Prokofiev, après que le compositeur eut renoncé à s'en réserver l'exclusivité.

## Discographie
L'un de ses disques vinyles – Mozart : Fantaise No. 4 K475, Sonate En Ut Mineur K457, Sonate En Ut Majeur K309 (Vox) – s'est vendu en ligne en 2018 à plus de 900€.